# 월터 SSP

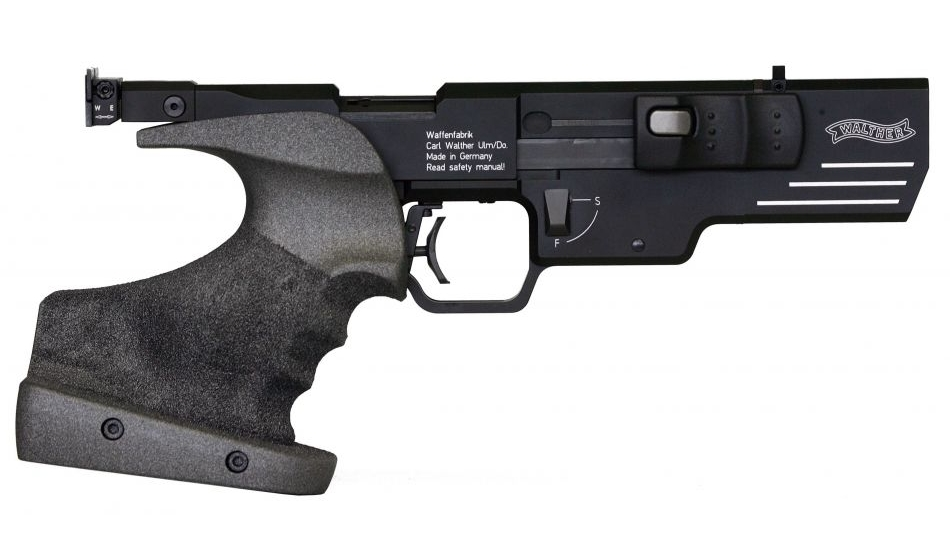

월터 SSP는 올림픽 종목인 남자 25미터 속사권총 경기용 권총이다. 독일의 월터사에서 생산한다. SSP는 ISSF의 25미터 속사권총 규정이 2005년에 개정된 것을 반영하기 위해서, 월터 OSP을 개량하여 만들어졌다.

## 제원
- 용도: 올림픽 종목인 25미터 속사권총 선수용
- 설계일: 2000년
- 무게: 970 g
- 길이: 230 mm
- 폭: 135 mm
- 높이: 50 mm
- 제작자: 월터
- 설계자: 월터
- 구경: .22 Long Rifle (.22 LR)
- 탄창: 5발 탄창
- 조준경: 기계식 조준기(iron sight)

## 같이 보기
- 칼 월터
- 월터
- 월터 OSP - SSP 이전의 제품